# Controles de vuelo de helicópteros

Ubicación de los controles de vuelo en un helicóptero

Los controles de vuelo de helicópteros se utilizan para lograr y mantener un vuelo aerodinámico controlado de los helicópteros. Los cambios en el sistema de control de vuelo de la aeronave se transmiten mecánicamente al rotor, produciendo efectos aerodinámicos en las palas del rotor que hacen que el helicóptero se mueva de la manera deseada. Para inclinarse hacia delante y hacia atrás (cabeceo) o hacia los lados (balanceo), es necesario que los controles alteren el ángulo de ataque de las palas del rotor principal de forma cíclica durante la rotación, creando diferentes niveles de sustentación en diferentes puntos del ciclo. Para aumentar o disminuir la sustentación total, es necesario que los controles alteren el ángulo de ataque de todas las palas «colectivamente» en la misma medida y al mismo tiempo, lo que da lugar a ascenso, descenso, aceleración y desaceleración.
Un helicóptero típico tiene tres controles de vuelo: la palanca cíclica, la palanca colectiva y los pedales antitorque. Dependiendo de la complejidad del helicóptero, el cíclico y el colectivo pueden estar unidos por una «unidad mezcladora», un dispositivo mecánico o hidráulico que combina las entradas de ambos y luego envía la entrada «mezclada» a las superficies de control para lograr el resultado deseado. El acelerador manual también puede considerarse un control de vuelo, ya que es necesario para mantener la velocidad del rotor en helicópteros más pequeños sin reguladores. Los reguladores también ayudan al piloto a controlar el paso colectivo de los rotores principales del helicóptero, para mantener un vuelo estable y más preciso.

## Controles

### Cíclico

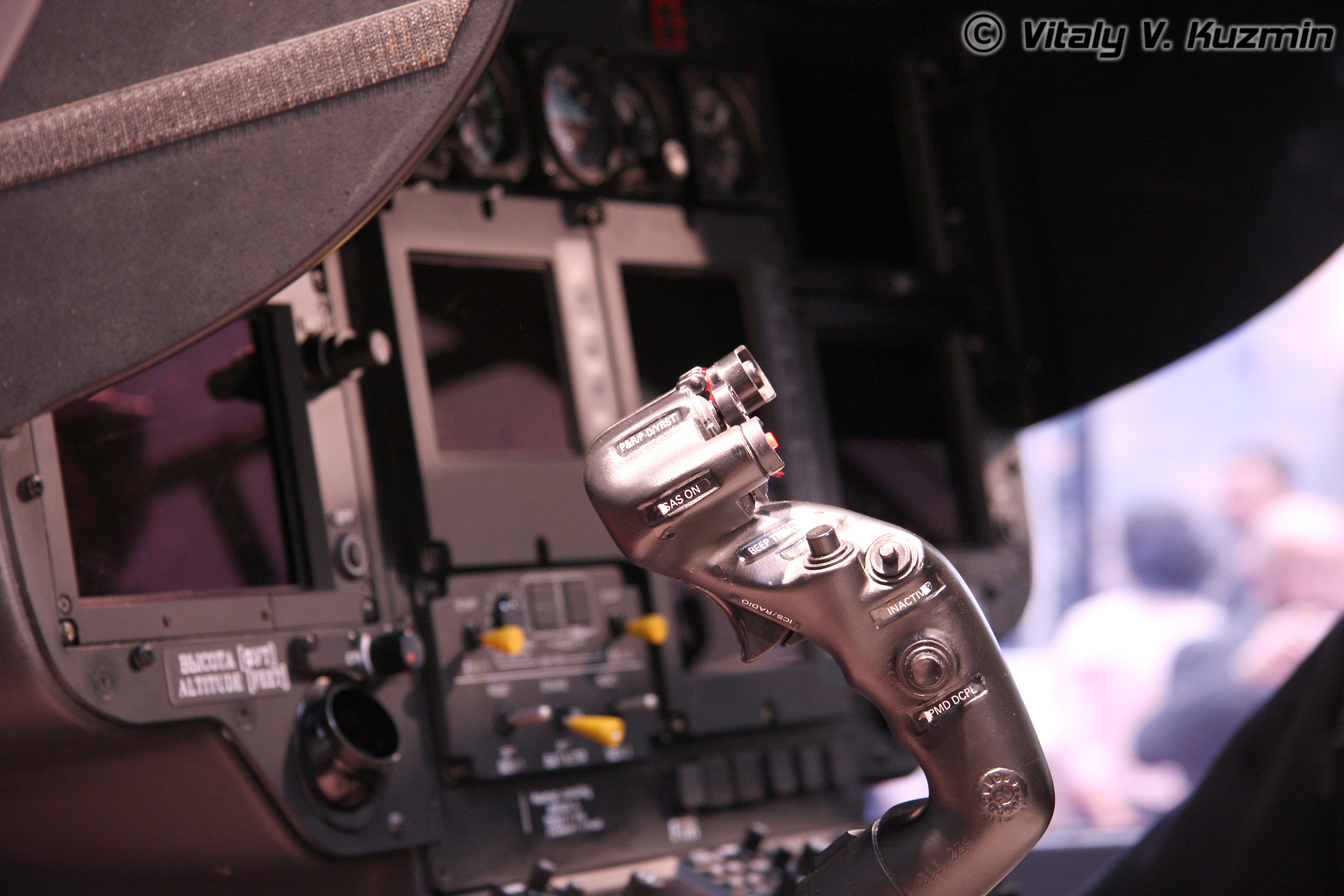
Control cíclico en un H145

El control cíclico, comúnmente llamado «palanca cíclica» o simplemente «cíclico», es similar en apariencia en la mayoría de los helicópteros a una palanca de control de un avión de ala fija. La palanca cíclica suele elevarse desde debajo de la parte delantera del asiento de cada piloto. El Robinson R22 tiene un diseño cíclico «oscilante» conectado a una columna central situada entre los dos asientos. Los helicópteros con sistemas fly-by-wire permiten montar un controlador de tipo cíclico en el lateral del asiento del piloto.
El cíclico se utiliza para controlar el rotor principal del helicóptero con el fin de cambiar la dirección de movimiento del helicóptero. En vuelo estacionario, el cíclico controla el movimiento del helicóptero hacia delante, hacia atrás y lateralmente. Durante el vuelo hacia delante, las entradas del control cíclico provocan cambios en la trayectoria de vuelo similares a los de los aviones de ala fija; las entradas hacia la izquierda o hacia la derecha hacen que el helicóptero gire en la dirección deseada, y las entradas hacia delante y hacia atrás cambian la actitud de cabeceo del helicóptero, lo que da lugar a cambios de altitud (vuelo ascendente o descendente).

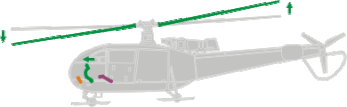
Cuando se empuja el cíclico hacia delante, el rotor se inclina

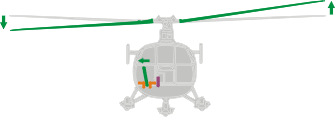
Cuando el cíclico se empuja hacia un lado, el rotor se inclina hacia ese lado

El control se denomina cíclico porque cambia de forma independiente el ángulo de paso mecánico o el «ángulo de inclinación» de cada pala del rotor principal en función de su posición en el ciclo. El paso se cambia para que cada pala tenga el mismo ángulo de incidencia al pasar por el mismo punto del ciclo, lo que modifica la sustentación generada por la pala en ese punto y hace que cada pala cambie su ángulo de incidencia, es decir, que gire ligeramente a lo largo de su eje longitudinal, de forma secuencial al pasar por el mismo punto. Si ese punto se encuentra justo delante, el paso de la pala aumenta brevemente en esa dirección. Así, si el piloto empuja el cíclico hacia delante, el disco del rotor se inclina hacia delante y el helicóptero se desplaza en línea recta. Si el piloto empuja el cíclico hacia la derecha, el disco del rotor se inclina hacia la derecha. 

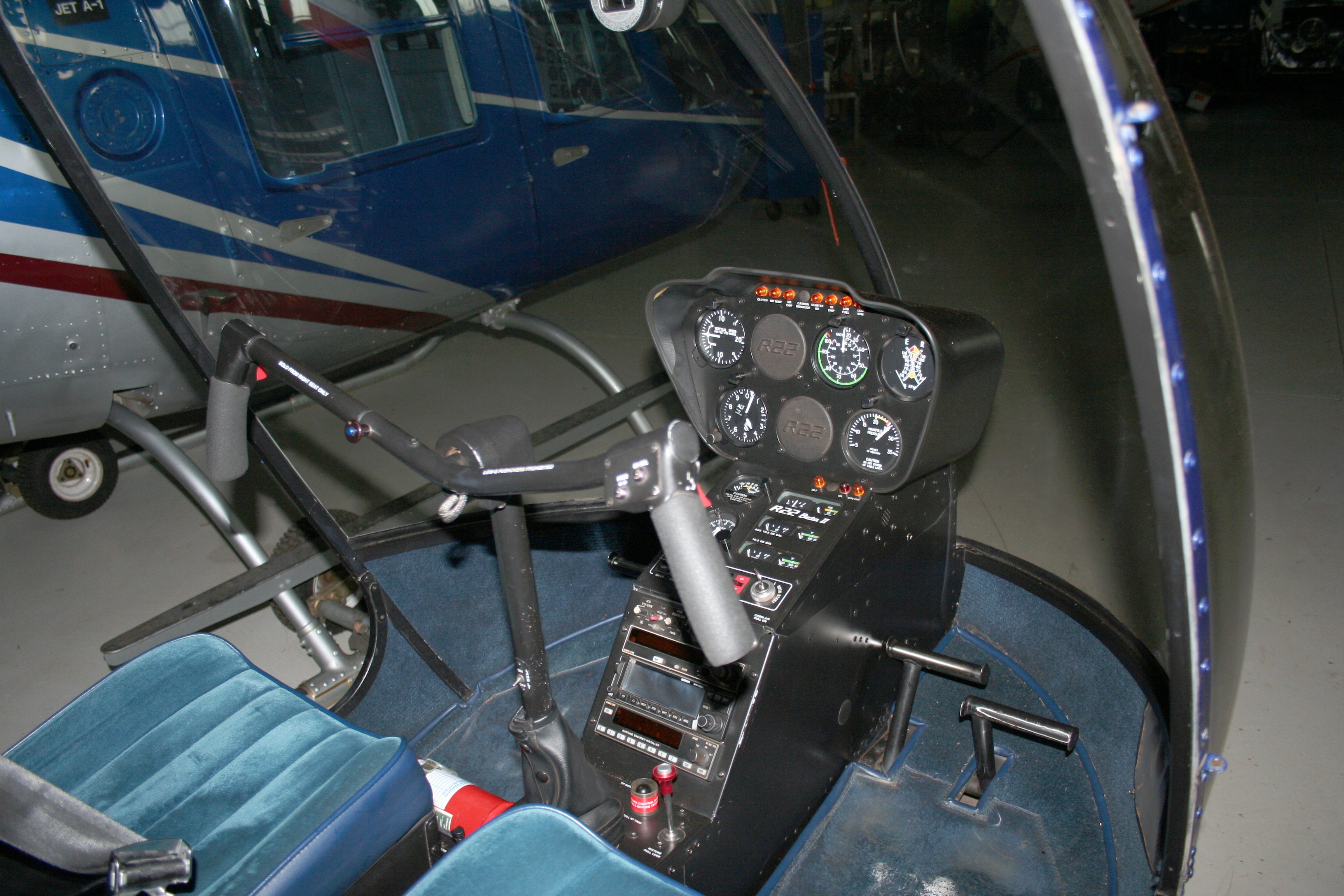
Control cíclico en un Robinson R22

Cualquier sistema de rotor tiene un retraso entre el punto de rotación en el que los controles introducen un cambio en el paso y el punto en el que se produce el cambio deseado en el vuelo de la pala del rotor. Esta diferencia se debe al retraso de fase, que a menudo se confunde con la precesión de giróscopo. Un rotor es un sistema oscilatorio que obedece a las leyes que rigen la vibración, lo que, dependiendo del sistema rotor, puede parecerse al comportamiento de un giroscopio.

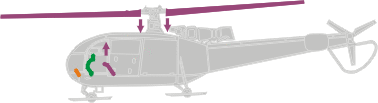
Cuando se tira del colectivo, el ángulo del rotor cambia.

### Colectivo

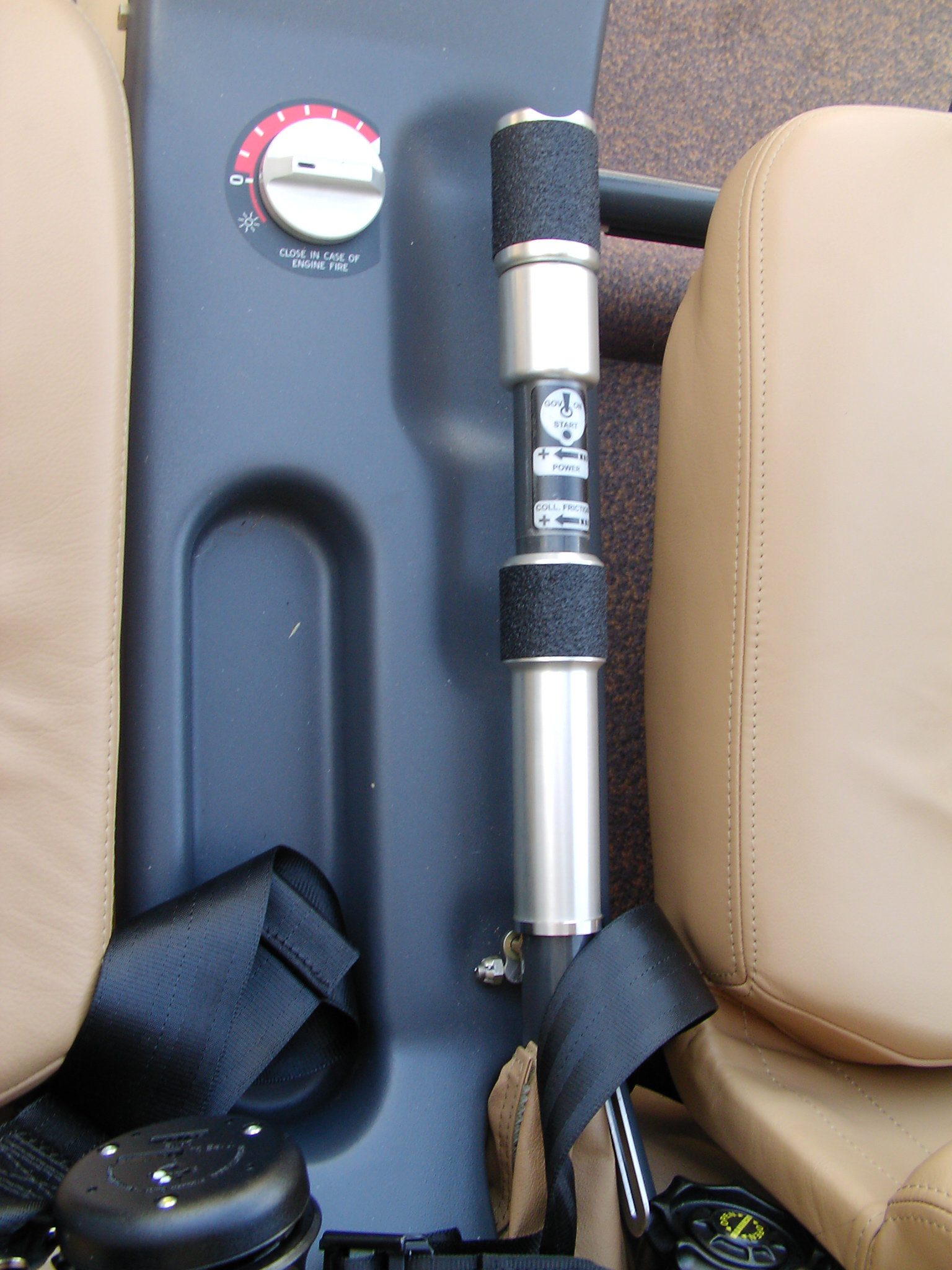
Control colectivo en un Cabri G2 (visto desde arriba)

El control del paso colectivo, o «palanca colectiva», se encuentra normalmente en el lado izquierdo del asiento del piloto y cuenta con un control de fricción ajustable para evitar movimientos involuntarios. El colectivo cambia el ángulo de paso de todas las palas del rotor principal de forma colectiva (es decir, todas al mismo tiempo) y es independiente de su posición en el ciclo de rotación. Por lo tanto, si se realiza una entrada colectiva, todas las palas cambian por igual y, como resultado, el helicóptero aumenta o disminuye la sustentación total derivada del rotor. En vuelo nivelado, esto provocaría un ascenso o descenso, mientras que con el helicóptero inclinado hacia adelante, un aumento de la sustentación total produciría una aceleración junto con una cantidad determinada de ascenso.
Si un helicóptero sufre un fallo de potencia, el piloto puede ajustar el paso colectivo para mantener el rotor girando, generando suficiente sustentación para tomar tierra y derrapar en un aterrizaje relativamente suave.
El control de paso colectivo en un Boeing CH-47 Chinook se denomina «control de empuje», pero tiene la misma función, salvo que controla dos sistemas de rotores, aplicando un paso colectivo diferencial.

### Acelerador
Los rotores de los helicópteros están diseñados para funcionar a una velocidad de rotación específica. El «acelerador» controla la potencia del motor, que está conectado al rotor mediante una transmisión. El ajuste del acelerador debe mantener la potencia del motor suficiente para que la velocidad del rotor se mantenga dentro de los límites en los que el rotor produce la sustentación necesaria para el vuelo. En muchos helicópteros, el control del acelerador es una empuñadura giratoria simple o doble, similar a la de una motocicleta, montada en el control colectivo (la rotación es opuesta a la de un acelerador de motocicleta), mientras que algunos helicópteros multimotor tienen palancas de potencia.
En muchos helicópteros propulsados por motor de pistón, el piloto manipula el acelerador para mantener la velocidad del rotor. Los helicópteros con motor de turbina y algunos helicópteros de pistón utilizan reguladores u otros sistemas de control electromecánicos para mantener la velocidad del rotor y liberar al piloto de la responsabilidad rutinaria de esa tarea. (Normalmente también hay una reversión manual disponible en caso de fallo del regulador).

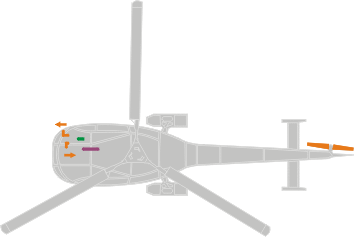
El rotor de cola se acciona con los pedales

### Pedales anti-par
Los pedales antitorque se encuentran en el mismo lugar que los pedales del timón en un avión y tienen una función similar: controlan la dirección hacia la que apunta el morro de la aeronave. Al aplicar el pedal en una dirección determinada, se cambia el paso de las palas del rotor de cola, lo que aumenta o reduce el empuje del rotor de cola y hace que el morro gire en la dirección del pedal aplicado 
Los diseños posteriores, conocidos como «NOTAR», utilizan una corriente de aire para proporcionar control antitorque en lugar de un rotor de cola. Esta corriente de aire se genera en el fuselaje mediante un pequeño ventilador o turbina y se dirige hacia la parte trasera del boom de cola a través de orificios de ventilación. Las aletas de control internas pueden variar este flujo, lo que permite controlar el eje de guiñada. Los sistemas NOTAR son más seguros que los que utilizan un rotor de cola giratorio, y la ausencia del rotor también elimina la resistencia asociada, lo que puede aumentar la eficiencia.
| Nombre                 | Controla directamente                                                                                | Efecto principal | Efecto secundario | Se utiliza en vuelo hacia delante                                           | Se utiliza en vuelo estacionario                    |
| ---------------------- | --- | --- | --- | --------------------------------------------------------------------------- | --------------------------------------------------- |
| Cíclico (lateral)      | Varía el paso de las palas del rotor principal con movimientos hacia delante y hacia atrás           | Inclina el disco del rotor principal hacia delante y hacia atrás mediante el swashplate                                                  | Induce el cabeceo hacia abajo o hacia arriba | Para ajustar la velocidad de avance y controlar el giro                     | Para avanzar/retroceder                             |
| Cíclico (longitudinal) | Varía el paso de las palas del rotor principal con movimientos hacia la izquierda y hacia la derecha | Inclina el disco del rotor principal hacia la izquierda y hacia la derecha a través del swashplate                                       | Induce un giro en la dirección en la que se mueve | Para crear movimiento hacia los lados                                       | Para moverse lateralmente                           |
| Colectivo              | Ángulo de ataque colectivo de las palas principales del rotor a través del plato cíclico             | Aumenta/disminuye el ángulo de inclinación de todas las palas del rotor principal por igual, haciendo que la aeronave ascienda/descienda | Aumenta/disminuye el par. En algunos helicópteros, los controles del acelerador forman parte de la palanca colectiva. La velocidad del rotor se mantiene básicamente constante durante todo el vuelo. | Para ajustar la potencia mediante el ajuste del paso de las palas del rotor | Para ajustar la altura del patín/velocidad vertical |
| Pedales antitorque     | Paso colectivo suministrado a las palas del rotor de cola                                            | Velocidad de guiñada | Aumentar/disminuir el par y la velocidad del motor (menos que el colectivo) | Para ajustar el ángulo de deslizamiento lateral                             | Para controlar la velocidad de guiñada/rumbo        |

## Condiciones de vuelo
Hay tres condiciones básicas de vuelo para un helicóptero: vuelo estacionario, vuelo hacia adelante y autorrotación.

### Vuelo estacionario
Algunos pilotos consideran que el vuelo estacionario es el aspecto más difícil del vuelo en helicóptero.Dado que los helicópteros son generalmente inestables desde el punto de vista dinámico, las desviaciones de una actitud determinada no se corrigen sin la intervención del piloto. Por lo tanto, el piloto debe realizar frecuentes ajustes y correcciones para mantener el helicóptero en la posición y altitud deseadas. El piloto utiliza los controles durante el vuelo estacionario de la siguiente manera: el cíclico se utiliza para eliminar la deriva en el plano horizontal (por ejemplo, el movimiento hacia delante, hacia atrás y de lado a lado); el colectivo se utiliza para mantener la altitud deseada; y los pedales del rotor de cola (o sistema antitorque) se utilizan para controlar la dirección del morro o el rumbo. La interacción de estos controles es lo que puede dificultar el aprendizaje del vuelo estacionario, ya que a menudo el ajuste de uno de ellos requiere el ajuste de los otros dos, lo que exige que el piloto esté familiarizado con el acoplamiento de los controles necesarios para realizar un vuelo suave.

### Vuelo hacia adelante
En el vuelo hacia adelante, los controles de vuelo de un helicóptero se comportan de manera más similar a los de un avión de ala fija. Al mover el cíclico hacia adelante, el morro desciende, lo que hace que el helicóptero pierda altitud y aumente la velocidad. Al mover el cíclico hacia atrás, el morro se eleva, lo que ralentiza el helicóptero y lo hace ascender. Aumentar el colectivo (potencia) mientras se mantiene una velocidad constante induce un ascenso, mientras que disminuir el colectivo (potencia) hace que el helicóptero descienda. La coordinación de estas dos entradas, colectivo hacia abajo más cíclico hacia atrás (atrás) o colectivo hacia arriba más cíclico hacia adelante, provoca cambios en la velocidad mientras se mantiene una altitud constante. Los pedales tienen la misma función tanto en un helicóptero como en un avión, mantener el vuelo equilibrado. Esto se consigue aplicando una acción sobre el pedal en la dirección necesaria para centrar la bola en el indicador de giro y alabeo.
El vuelo hacia delante en un helicóptero tiene limitaciones diferentes a las de un avión de ala fija. En un avión de ala fija, la velocidad máxima está limitada por la tensión que puede soportar el fuselaje; en un helicóptero, está limitada por las revoluciones por minuto del rotor y la velocidad efectiva sobre cada pala.
En un vuelo estacionario, cada pala del rotor experimentará la misma velocidad aérea a unas RPM constantes. En condiciones de vuelo hacia delante, una pala del rotor se moverá hacia la corriente de aire que se aproxima, mientras que la otra se alejará de ella. A determinadas velocidades, esto puede crear una situación peligrosa en la que la pala del rotor que se aleja se bloquea, provocando un vuelo inestable.

## Control diferencial del paso
En los helicópteros con dos rotores montados horizontalmente, los cambios de actitud suelen requerir que los dos rotores se comporten de forma inversa en respuesta a las entradas de control estándar del piloto. Los que tienen rotores coaxiales (como el Kamov Ka-50) tienen ambos rotores montados en el mismo mástil, uno encima del otro en ejes de transmisión concéntricos contrarrotatorios —que giran en direcciones opuestas sobre un eje compartido— y realizan cambios de guiñada aumentando el paso colectivo del rotor que gira en la dirección del giro deseado, al tiempo que reducen el paso colectivo del otro, creando una disimetría de par.
Las helicópteros de rotores tándem (como el Boeing CH-47 Chinook) también emplean dos rotores que giran en direcciones opuestas, lo que se denomina contrarrotación cuando se produce desde dos puntos separados del mismo fuselaje—, pero tienen los rotores en ejes de transmisión separados a través de mástiles en la nariz y la cola. Esta configuración utiliza el paso colectivo diferencial para cambiar la actitud de cabeceo general de la aeronave. Cuando el piloto mueve el cíclico hacia adelante para inclinar el morro hacia abajo y acelerar hacia adelante, el helicóptero responde disminuyendo el paso colectivo del rotor delantero y aumentando el paso colectivo del rotor trasero de forma proporcional, haciendo pivotar los dos extremos alrededor de su centro de masa común. Los cambios en el giro se realizan con un paso cíclico diferencial, el rotor delantero altera el paso cíclico en la dirección deseada y se aplica el paso opuesto al trasero, pivotando de nuevo la aeronave alrededor de su centro.
Por el contrario, los helicópteros de rotores contrarrotatorios sincrópticos y rotores montados transversalmente (como el Bell/Boeing V-22 tilt rotor) tienen dos grandes conjuntos de rotores horizontales montados uno al lado del otro y utilizan el paso colectivo diferencial para afectar al balanceo de la aeronave. Al igual que los rotores en tándem, el paso cíclico diferencial se utiliza para controlar el movimiento alrededor del eje de guiñada.